# Stizocera nigroflava
Stizocera nigroflava är en skalbaggsart som beskrevs av Dmytro Zajciw 1965. Stizocera nigroflava ingår i släktet Stizocera och familjen långhorningar. Inga underarter finns listade i Catalogue of Life.